# クルージーン・カサド・ヒャン
クルァジーン・カタドヒャン（Cruadín cotut-chend, Cruaidin Coiditcheann, crúadín）は、『アルスター伝説』の登場人物でもあるクー・フーリンの光の剣。
後世のソフド（スフト）の剣がこれであるとされる。

## 概説
「クアルンゲの牛捕り」の後に再勃発した「ロスナリーの戦い」において、クー・フーリンは借り物の武具だったため、カルブレ・ニア・フェルと戦っても膠着状態が続いた。だがついに勇士の御者ロイグが、クー・フーリン自身の武具を持ってやってきた。 クー・フーリンは剣クルージンをふりあげ、恐槍ドゥヴシェフ（再話ではドゥバッハ）を投げ、カルブレの心臓を貫通させたのち、屍が地に落ちる間髪も与えず、飛びかかってこの剣で首を刈り取った。「ウラドの武者たちの酩酊」では、アルスターの一団が鉄の館に閉じこめられ火責めにされたとき、クー・フーリンはその剣クルージーンを柄まで深く鉄の館に突き立て、それは隣接する二軒の木板の館も貫通した。
ソフドの剣とはソフドの重代の家宝で、その切っ先は夜になると蝋燭のように輝いたという。その刃の撓いようは、たとえ刃を折り返しくっつけても、投槍のようにぴんとまっすぐ元通りになった。水に浮かべて流した毛髪を触れただけでこれを斬り、人を両断してもいずれの半身もしばし気づかぬほどだった。言い伝えによれば、それはかつてのクー・フーリンの剣クルージーン・カサド・ヒャンだった。家令大臣はそれを自分のものと主張した（ひそかにその柄に自分の名を刻銘させていた）。
ソフドは剣を差し出すも、それは祖父を殺した凶器であるから、大臣が自分のものと仰せなら、償ってほしい、と反論した。裁断を下した名君コルマク・マク・アルト王は、賠償を命じたが、 この剣は見覚えがあり、クー・フーリンの剣をアルスターの王が使って祖父コン百戦王を殺したものだと断定し、王室がとりあげた。以降、マナナーンの杯と枝とともに、エリンの三至宝に数えられる。
英語では "the Hard-headed Steeling,"、すなわち「固い頭の鋼」や"hard-headed Cruadín"「固い頭のクルージーン」のように訳される。cruadínは古アイルランド語crúaid「固い」に由来し、cotutは「固い」、chenn > cennは「頭」を意味する。